# Copa Newton
A Copa Newton vagy Newton kupa egy labdarúgókupa volt Argentína és Uruguay válogatottjai között. 1906 és 1976 között 27 alkalommal került megrendezésre.

## Kupadöntők
| Év   | Helyszín     |            |          |           |  |
| Év   | Helyszín     | Győztes    | Eredmény | Második   |  |
| ---- | ------------ | ---------- | -------- | --------- |  |
| 1906 | Buenos Aires | Argentína  | 2–1      | Uruguay   |  |
| 1907 | Montevideo   | Argentína  | 2–1      | Uruguay   |  |
| 1908 | Buenos Aires | Argentína  | 2–1      | Uruguay   |  |
| 1909 | Montevideo   | Argentína* | 2–2      | Uruguay   |  |
| 1911 | Montevideo   | Argentína  | 3–2      | Uruguay   |  |
| 1912 | Avellaneda   | Uruguay*   | 3–3      | Argentína |  |
| 1913 | Montevideo   | Uruguay    | 1–0      | Argentína |  |
| 1915 | Montevideo   | Uruguay    | 2–0      | Argentína |  |
| 1916 | Avellaneda   | Argentína  | 3–1      | Uruguay   |  |
| 1917 | Montevideo   | Uruguay    | 1–0      | Argentína |  |
| 1918 | Buenos Aires | Argentína  | 2–0      | Uruguay   |  |
| 1919 | Montevideo   | Uruguay    | 2–1      | Argentína |  |
| 1920 | Buenos Aires | Uruguay    | 3–1      | Argentína |  |
| 1922 | Buenos Aires | Uruguay*   | 2–2      | Argentína |  |
| 1924 | Buenos Aires | Argentína  | 4–0      | Uruguay   |  |
| 1927 | Montevideo   | Argentína  | 1–0      | Uruguay   |  |
| 1928 | Avellaneda   | Argentína  | 1–0      | Uruguay   |  |
| 1929 | Montevideo   | Uruguay    | 2–1      | Argentína |  |
| 1930 | Buenos Aires | Uruguay*   | 1–1      | Argentína |  |
| 1937 | Montevideo   | Argentína  | 3–0      | Uruguay   |  |
| 1942 | Buenos Aires | Argentína  | 4–1      | Uruguay   |  |
| 1945 | Buenos Aires | Argentína  | 6–2      | Uruguay   |  |
| 1957 | Montevideo   | Argentína* | 0–0      | Uruguay   |  |
| 1968 | Montevideo   | Uruguay    | 2–1      | Argentína |  |
| 1973 | Montevideo   | Argentína* | 1–1      | Uruguay   |  |
| 1975 | Montevideo   | Argentína  | 3–2      | Uruguay   |  |
| 1976 | Montevideo   | Argentína  | 3–0      | Uruguay   |  |

*Abban az esetben, ha a döntetlennel ért véget a találkozó, akkor a hazai csapat nyerte a kupát.

### Győzelmek száma
| Csapat    | Győzelmek | Győztes évek                                                                                         |
| --------- | --------- | --- |
| Argentína | 17        | 1906, 1907, 1908, 1909, 1911, 1916, 1918, 1924, 1927, 1928, 1937, 1942, 1945, 1957, 1973, 1975, 1976 |
| Uruguay   | 10        | 1912, 1913, 1915, 1917, 1919, 1920, 1922, 1929, 1930, 1968                                           |